# Chiswick
Chiswick là một khu vực ở Luân Đôn, cách Charing Cross 9,5 km về phía tây, trong đó bao gồm một phần phía đông Khu Hounslow của Luân Đôn. Khu vực này được xác định là một trong 35 trung tâm lớn ở siêu đô thị Đại Luân Đôn.
Phố chính Chiswick gồm các cửa hàng bán lẻ, văn phòng và khách sạn san sát nhau. Các đường phố rộng khuyến khích các quán cà phê và nhà hàng mở thêm các chỗ ngồi vỉa hè. Chiswick có các nhà máy bia Griffin, Fuller, Smith & Turner. Nghệ sĩ William Hogarth từng sống trong khu vực, và được chôn tại nghĩa trang St Nicholas.

## Tên gọi
Chiswick trong tiếng Anh cổ nghĩa là "Khu vườn phô mai". Tên gọi này bắt nguồn từ những đồng cỏ ven sông và các trang trại mà được cho là đã hỗ trợ sản xuất pho mát hàng năm cho đến thế kỷ 18.